# Дрец (Мекленбург)
Дрец (нем. Dreetz) — община в Германии, в земле Мекленбург-Передняя Померания.
Входит в состав района Гюстров. Подчиняется управлению Бютцов Ланд. Население составляет 231 человек (2009); в 2003 г. — 255. Занимает площадь 12,00 км².